# Институт инфекционной биологии Общества Макса Планка
Институт инфекционной биологии Общества Макса Планка (англ. Max Planck Institute for Infection Biology, MPIIB) — научно-исследовательский институт Общества Макса Планка, расположенный в Берлине в районе Берлин-Митте.

## История
Институт основан в 1993 году. Артуро Зыхлински является его управляющим директором.
В мае 2018 года в самостоятельный исследовательский центр была выделена кафедра «Регулирование биологии инфекций», которую возглавляет лауреат Нобелевской премии 2020 года Эммануэль Шарпантье.
Отделение Макса Планка по изучению патогенов теперь административно независимо от Института биологии инфекций Макса Планка.
В октябре 2019 года Игорь Яценко и Матье Доменек де Селлес создали в институте свои исследовательские группы, Марк Кронан приступил к должности руководителя исследовательской группы в марте 2020 года. Сильвия Португалия присоединилась к институту в июне 2020 года в качестве руководителя группы Лизы Мейтнер.
В 2020 году были добавлены еще две исследовательские группы: Феликс Ки присоединился к ним в сентябре и Оливия Майер в октябре, завершив реорганизацию института. Симона Ребер присоединилась к институту в качестве научного сотрудника в 2023 году и сейчас возглавляет исследовательскую группу количественной биологии.

## Исследовательские группы
Институт разделен на девять исследовательских групп, две партнерские группы и две почетные группы, возглавляемые директором-основателем Стефаном Кауфманном и почетным директором Томасом Мейером.
- Марк Кронан возглавляет исследовательскую группу «Клеточная биология инфекций in vivo». Группа изучает, как гранулемы развиваются в ходе туберкулезной инфекции и как можно использовать терапию, ориентированную на хозяина, для защиты организма хозяина от инфекций[9].
- Матье Доменек де Селлес — руководитель исследовательской группы «Эпидемиология инфекционных заболеваний». Её основное внимание уделяется популяционной биологии инфекционных заболеваний с целью понять, как механизмы заражения на индивидуальном уровне трансформируются в динамику на уровне популяции[10].
- Игорь Яценко возглавляет исследовательскую группу «Генетика хозяин-микробных взаимодействий». Её цель — понять механизмы того, как хозяин различает и реагирует на различные микробные вызовы[11].
- Феликс М. Ки возглавляет исследовательскую группу «Эволюционная патогеномика», целью которой является раскрытие генетических механизмов и фенотипических вариаций, лежащих в основе возникновения и адаптации инфекционных микробов[12].
- Научно-исследовательское подразделение «Векторная биология» возглавляет Елена Левашина. Он изучает роль комаров в регулировании развития малярийных паразитов[13].
- Оливия Майер возглавляет исследовательскую группу «Регуляция врожденного иммунитета», применяя клеточно-биологический подход для изучения того, как пространственная организация и транспортировка рецепторов врожденного иммунитета способствуют иммунному гомеостазу и как нарушения этих процессов способствуют воспалению и аутоиммунитету[14].
- Руководитель группы Лизы Мейтнер Сильвия Португалия возглавляет исследовательскую группу «Биология паразитов малярии», занимающуюся взаимодействием между паразитами малярии и хозяевами в сезонно меняющейся среде[15].
- Симона Ребер возглавляет группу «Количественной биологии», где она работает над биохимическими и биофизическими принципами, лежащими в основе самоорганизации и масштабирования органелл, уделяя особое внимание свойствам тубулина[16].
- Маркус Тейлор — руководитель исследовательской группы «Визуализация иммунных сигналов». Его группа пытается расшифровать передачу клеточной информации в контексте инфекций и иммунных реакций[17].
- Кафедру «Клеточной микробиологии» возглавляет Артуро Зихлинский. В центре внимания исследований группы находится гипотеза о том, что хроматин, возможно, эволюционировал, чтобы выполнять иммунную функцию у эукариот. Группа проверяет эту гипотезу, изучая «внеклеточные нейтрофильные ловушки», которые были обнаружены группой[18][19].
- «Почетная группа Стефана Кауфмана» специализируется на различных аспектах инфекции и иммунологии туберкулеза, а также на исследованиях рациональных вакцин[20].
- «Почетная группа Томаса Мейера» изучает патогенез инфекций, вызванных хламидиями, хеликобактерами и нейссериями. Особое внимание уделяет молекулярным механизмам взаимодействия указанных патогенов с клетками-хозяевами и реакциям клеток-хозяев[21].

## Образовательная программа
В институте также есть Международная исследовательская школа Макса Планка по инфекционным заболеваниям и иммунологии (англ. International Max Planck Research School for Infectious Diseases and Immunology, IMPRS-IDI) в Берлине. Школа — это докторская программа на английском языке, в которой участвуют преподаватели из Свободного университета Берлина, Берлинского университета имени Гумбольдта, Института Роберта Коха, Немецкого исследовательского центра ревматизма (англ. German Rheumatism Research Center) и Института исследований зоопарков и дикой природы. Школа вместе с пятью другими аспирантурами образует «Высшую школу ZIBI в Берлине» (англ. ZIBI Graduate School Berlin).

## Внешние ссылки
- Домашняя страница — Институт инфекционной биологии Общества Макса Планка
- Домашняя страница Международной исследовательской школы Макса Планка (IMPRS) по инфекционным заболеваниям и иммунологии